# Szerokodziobki
Szerokodziobki (Platyrinchidae) – rodzina ptaków z podrzędu tyrankowców (Tyranni) w rzędzie wróblowych (Passeriformes).

## Występowanie
Rodzina obejmuje ptaki występujące w Ameryce Centralnej i Południowej.

## Systematyka
Do rodziny zaliczane są następujące rodzaje i gatunki:
- Calyptura Swainson, 1832 – jedynym przedstawicielem jest Calyptura cristata (Vieillot, 1818) – bławatniczek.
- Neopipo P.L. Sclater & Salvin, 1869 – jedynym przedstawicielem jest Neopipo cinnamomea (Lawrence, 1869) – cynamotyranik.
- Platyrinchus Desmarest, 1805

Szerokodziobki były wcześniej włączane do rodziny tyrankowatych (Tyrannidae), niektóre ujęcia systematyczne nadal je tak klasyfikują.